# Katastrofa luzzu koło Gozo (1948)
Katastrofa luzzu koło Gozo – katastrofa, która miała miejsce 30 października 1948, kiedy łódź rybacka luzzu, przewożąca pasażerów z Marfy (dziś Ċirkewwa) na Malcie do Mġarr na Gozo, wywróciła się i zatonęła na wzburzonym morzu w pobliżu Qali, zabijając 23 z 27 osób na pokładzie. Dochodzenie przeprowadzone po wypadku wykazało, że łódź była dwukrotnie przeciążona.

## Tło zdarzenia

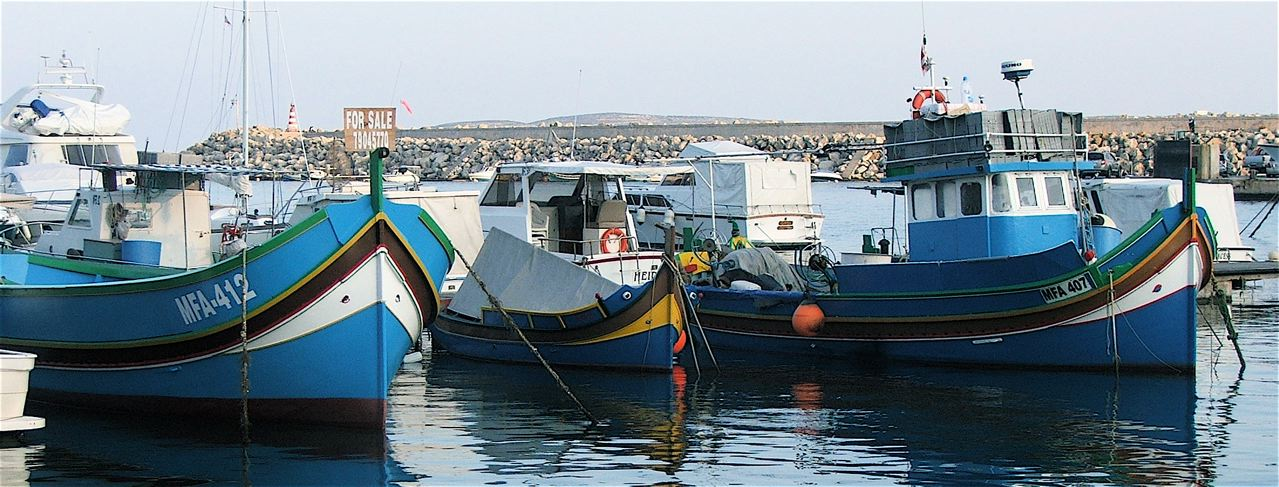
Łodzie rybackie luzzu w porcie Mġarr na Gozo w 2009

30 października 1948 prom MV „Bancinu” opuścił port Mġarr (Gozo) o godzinie 13:15 i, z powodu silnych wiatrów z południowego zachodu, zamiast na zwykłym miejscu postoju w Marfie wylądował w Saint Paul’s Bay. Podróż trwała dłużej niż zwykle, a zejście na ląd w St. Paul’s Bay było również wolniejsze, więc następny planowy rejs z Marfy o 16:30 został odwołany. Jednak niektórzy pasażerowie, którzy mieli zamiar wejść na ten prom, już wyruszyli autobusem z Valletty. Szef kompanii promowej, Mariano Xuereb, obiecał pasażerom, że zostanie dostarczona luzzu  (tradycyjna łódź rybacka), aby ich zabrać z Marfy na Gozo, ale potem zmienił zdanie i nie wysłał łodzi.
Policjant, który znajdował się wśród zostawionych pasażerów, zadzwonił do swojego przełożnego na Gozo, który następnie zlecił sierżantowi S. Galei, dyżurnemu policjantowi w Mġarr, zorganizowaniu odbioru pasażerów. Kolejne luzzu z załogą Salvu Refalo i Karmnu Grima zostało wysłane, i wszyscy pasażerowie w liczbie 25 (w tym 1 kobieta) weszli na pokład łodzi. Liczba osób na łodzi była większa niż załoga się spodziewała, i pomimo propozycji Refalo i Grimy, aby odbyć dwa kursy, pasażerowie nalegali na wykonanie jednego.

## Zatonięcie
Luzzu opuściło Marfę o spokojnym morzu, i podróż przebiegała bezproblemowo, aż do momentu, kiedy łódź minęła wyspę Comino. W tym momencie morze stało się bardziej wzburzone ze względu na kierunek wiatru i sternik powiedział pasażerom, że lepiej byłoby udać się do zatoki Ħondoq ir-Rummien, niż do portu Mġarr. Jednak pasażerowie nie zgodzili się i nalegali, aby udać się bezpośrednio do Mġarr.
Kiedy łódź była bombardowana przez fale, jeden z pasażerów, członek M.U.S.E.U.M., Leli Camilleri, zaproponował wszystkim odmawianie różańca. Koło godziny 20:00, gdy łódź znajdowała się około 50 m od brzegu w pobliżu obszaru znanego jako „Il-Ġolf taċ-Ċawl”, woda zaczęła wdzierać się do łodzi. Pasażerowie ulegli panice, a luzzu wywróciło się. Jeden z pasażerów, Karmnu Attard, zdołał dopłynąć do brzegu i udał się do wioski Qala, aby poinformować władze o wypadku i wezwać policję w Mġarr.

## Akcja poszukiwawczo-ratunkowa

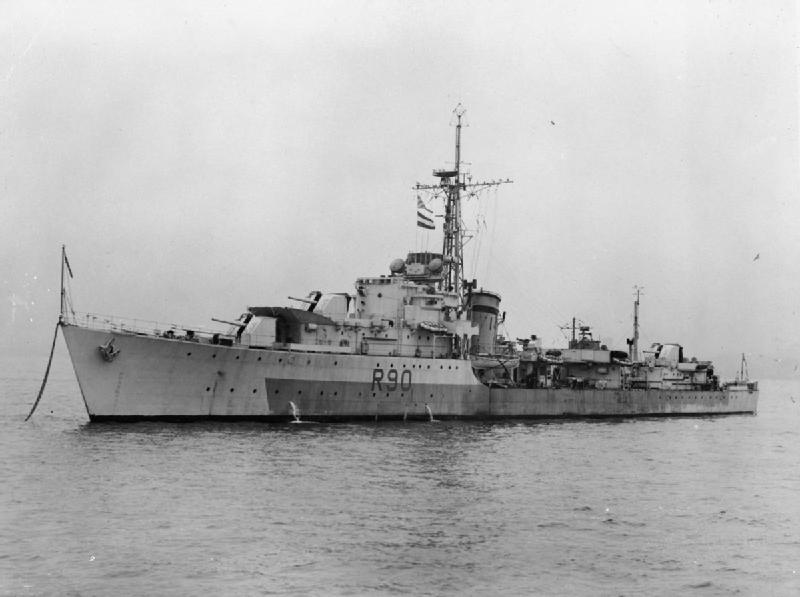
Niszczyciel Royal Navy „Cheviot” brał udział w operacji poszukiwawczo-ratunkowej

Akcja poszukiwawczo-ratunkowa została podjęta przez policję, Royal Navy, Royal Air Force i niektórych cywilów z Gozo. Niszczyciel HMS „Cheviot” został wysłany w ten obszar, podobnie jak torpedowa łódź ratownicza i szalupa RAF-u. Znaleziono zatopioną łódź i wydobyto ją z dna morskiego.
Oprócz Attarda, trzem innym pasażerom udało się dopłynąć do brzegu, a pozostałe 23 osoby na pokładzie zginęły. Jeden z ocalałych dotarł do Blata taċ-Ċawl i musiał zostać wciągnięty na klif na linach. Ci, którzy przeżyli, zostali przewiezieni do szpitala na Gozo.
Do 1 listopada znaleziono zwłoki siedmiu ofiar. Samoloty RAF oraz okręty wojenne i policyjne kontynuowały poszukiwania i w ciągu następnych kilku dni odzyskały pozostałe ciała. Niektóre z nich znaleziono w Fomm ir-Riħ, na zachodnim wybrzeżu wyspy Malty sześć dni po zatonięciu. Sekcja zwłok wykazała, że większość ofiar zmarła z powodu asfiksji przez utonięcie, podczas gdy inne zmarły z powodu urazowego uszkodzenia mózgu i szoku.

## Następstwa
Gubernator Francis Douglas, premier Paul Boffa, lider Partii Narodowej Enrico Mizzi oraz lider Democratic Action Party Giuseppe Hyzler złożyli kondolencje rodzinom ofiar.
Pogrzeb pierwszych siedmiu ofiar odbył się 3 listopada w Katedrze Wniebowzięcia NMP w Victorii. We mszy świętej odprawionej przez biskupa Giuseppe Pace uczestniczył premier Boffa, komisarz Gozo Edgar Montanaro, przedstawiciel gubernatora, posłowie i duchowieństwo z Gozo, a także oddziały RAF i policji, oraz rodziny ofiar. Pogrzeby innych ofiar odbywały się oddzielnie w ich rodzinnych miastach.

### Dochodzenie
Sędzia Giovanni Gouder przeprowadził dochodzenie w celu ustalenia przyczyny wypadku. Giuseppe Caruana, ekspert techniczny wyznaczony przez Goudera, stwierdził, że luzzu może pomieścić do 13 pasażerów, co oznacza, że łódź była przeciążona, ponieważ w rzeczywistości przewoziła 25 pasażerów i dwie osoby załogi.
Premier powołał również dwie komisje, jedną do zbierania funduszy dla rodzin ofiar, a drugą do zbadania raportu z dochodzenia Goudera i sformułowania zaleceń dotyczących działań, jakie należy podjąć. Ta ostatnia została powołana po anonimowych zarzutach krytykujących działania policji związane z wypadkiem. W dniu 12 grudnia 1949 komisja ta stwierdziła, że dochodzenie Goudera było odpowiednie, policja nie była winna i nie ma potrzeby prowadzenia dalszych dochodzeń.

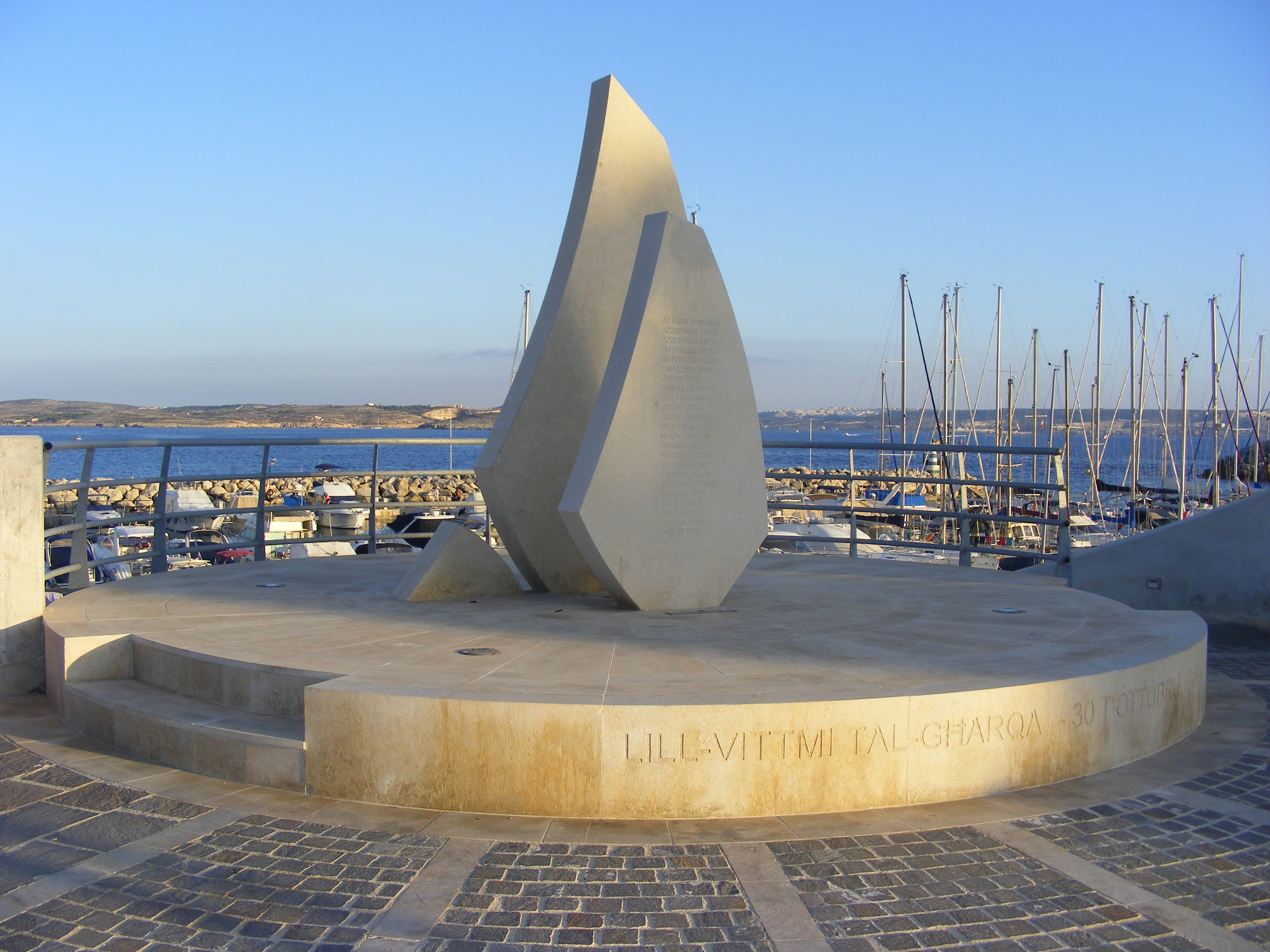
Pomnik ofiar katastrofy w Mġarr na Gozo

Zalecenia komisji obejmowały lepsze egzekwowanie przepisów dotyczących transportu pasażerskiego oraz, że tylko autoryzowane łodzie powinny być dopuszczone do przewozu pasażerów. Stwierdzono również, że żadna łódź nie powinna mieć możliwości przewożenia większej liczby pasażerów niż jest to dozwolone. Jeden z członków komisji, Henry Jones, nie zgodził się z ustaleniami komisji i sporządził oddzielny raport, w którym domagał się wyjaśnienia, dlaczego kurs promu o 16:30 został odwołany.

### Miejsce pamięci i upamiętnienie
Zatonięcie luzzu było najgorszą katastrofą na Gozo od czasu II wojny światowej; dzień 30 października jest znany na Gozo jako „Jum it-Traġedja” (Dzień Tragedii). Pomnik upamiętniający katastrofę znajduje się w Żewwieqa w porcie Mġarr. Coroczne uroczystości upamiętniające tę tragedię odbywają się w jej rocznicę pod pomnikiem i na pokładach promów Gozo Channel Line.